# Tarcísio Padilha
Tarcísio Meirelles Padilha (Rio de Janeiro, 17 de abril de 1928 — Rio de Janeiro, 9 de setembro de 2021) foi um filósofo, professor e magistrado brasileiro. Foi professor titular de filosofia da Universidade do Estado do Rio de Janeiro (UERJ), além de lecionar em diversas outras instituições. Na carreira jurídica, exerceu o cargo de juiz do trabalho. Foi membro da Academia Brasileira de Letras, da qual foi presidente de 2000 a 2001.

## Carreira

### Formação
Filho do político Raimundo Padilha (que foi militante integralista, deputado federal e governador do Rio de Janeiro) e de Mayard Meirelles Padilha, e afilhado do integralista e neto de Júlio de Castilhos, Álvaro de Castilhos Penafiel, cursou o ensino fundamental no Grupo Escolar Pedro II, em Petrópolis, e no Colégio Nossa Senhora Auxiliadora, em Campinas, concluindo o ensino médio no Colégio Santo Inácio.
Formou-se em filosofia e direito pela Pontifícia Universidade Católica do Rio de Janeiro (PUC-RJ), onde também foi diplomado em ciências sociais. Cursou a Escola Superior de Guerra e licenciou-se em filosofia pela Universidade Federal Fluminense (UFF). Tornou-se doutor em filosofia pela Universidade do Estado do Rio de Janeiro (UERJ).
Aprovado no primeiro concurso do Tribunal Regional do Trabalho da 1ª Região para o cargo de juiz do trabalho, foi nomeado em 1957 e exerceu a função até aposentar-se em 1979.

### Docência
No magistério superior, foi professor titular de filosofia, chefe do Departamento de Filosofia e diretor do Departamento Cultural da UERJ, professor de história da filosofia da PUC-RJ, professor de filosofia, pedagogia e sociologia da Universidade Santa Úrsula, membro do corpo permanente da Escola Superior de Guerra, professor de história da filosofia da Universidade Federal do Rio de Janeiro (UFRJ) e diretor do Departamento de Filosofia e coordenador do mestrado e do doutorado em filosofia da Universidade Gama Filho.

### Cargos de direção e associações
Exerceu diversos cargos de direção, como vice-presidente e, a seguir, presidente do Centro Dom Vital, presidente da Comissão de Planejamento da UERJ, presidente do Instituto Brasileiro de Filosofia (seção do Rio de Janeiro), diretor do departamento de estudos da Associação dos Diplomados da Escola Superior de Guerra, diretor-geral do Instituto Euvaldo Lodi (órgão de estudos e pesquisas da Confederação Nacional da Indústria), vice-presidente da Union Mondiale des Sociétés Catholiques de Philosophie, vice-presidente da Asociación Interamericana de Filosofia, vice-presidente da Metaphysical International Society, membro do comitê diretor e vice-presidente da Fédération Internationale des Sociétés de Philosophie e coordenador da Nova Spes para a América Latina.
Na função editorial, foi diretor de filosofia da Enciclopédia Verbum (Lisboa), diretor da Coleção Filosofia da Editora Agir, coordenador da Coleção Brasil em Questão da Editora José Olympio, membro do conselho editorial das revistas Philosophie (Grenoble), Itinéraires Philosophiques (Atenas) e Aletheia (da Internationale Akademie für Philosophie), coordenador da Bibliografia Filosófica Brasileira do Institut International de Philosophie, sob os auspícios da UNESCO, diretor das revistas Presença Filosófica da Sociedade Brasileira de Filósofos Católicos, A Ordem do Centro Dom Vital e Ciências Humanas da Universidade Gama Filho, além de membro e, depois, presidente do conselho editorial da revista Communio (Rio de Janeiro) e do Jornal de Letras.
Integrou, no Vaticano, o Pontifício Conselho para a Família, e foi membro fundador do Collegium Academicum Universale Philosophiae (Atenas), da Metaphysical International Society, da Sociedad Interamericana de Filosofía, da Asociación Interamericana de Filósofos Católicos (da qual também foi vice-presidente), da Sociedade Brasileira de Filósofos Católicos (da qual foi presidente) e da Association Louis Lavelle (da qual foi conselheiro e é membro honorário).

## Academia Brasileira de Letras
Foi eleito para a Academia Brasileira de Letras (ABL) em 20 de março de 1997, tomando posse no dia 13 de junho e sendo recebido pelo acadêmico Arnaldo Niskier. Foi o quinto ocupante da cadeira nº 2, na sucessão de Mário Palmério. Recebeu a acadêmica Ana Maria Machado.
Foi eleito presidente da ABL em 9 de dezembro de 1999, por 29 votos, havendo 9 abstenções. Exerceu a presidência de 2000 a 2001.

## Obras
- A Ontologia Axiológica de Louis Lavelle, tese de cátedra. Rio de Janeiro: UDF, 1955 (2ª ed. São Paulo: É realizações, 2012)
- Filosofia, Ideologia e Realidade Brasileira. Prefácio de José Barreto Filho. Rio de Janeiro: Cia. Editora Americana, 1971.
- Brasil em Questão. Rio de Janeiro: Livraria José Olympio Editora, 1975.
- Uma Filosofia da Esperança. Prefácio de Hanns Ludwig Lippmann, Rio de Janeiro: Pallas, Editora e Distribuidora Ltda., 1982.
- Dr. Alceu e o Laicato Hoje no Brasil (em colaboração). Rio de Janeiro: Editora Nova Fronteira, 1993.
- Libertação e Liberdade. Prefácio de Edmo Rodrigues Lutterbach. Rio de Janeiro, 1995.
- Educação e Filosofia. Prefácio de Cícero Sandroni. Rio de Janeiro: Editora Universidade Gama Filho, 1995.
- Alceu / Tudo Se Transfigura – Introdução e antologia. São Paulo: Editora Cidade Nova, 1995.
- Realismo da Esperança. Prefácio de Cândido Mendes de Almeida. São Paulo: Editora Cidade Nova, 1996.
- Privilégio do Instante. São Paulo: Editora Cidade Nova, 1997.
- Literatura e Filosofia. Prefácio de Rachel de Queiroz. Rio de Janeiro, 1997.
- O Cura da Aldeia Global. Rio de Janeiro: Editora do Autor, 1998.
- Uma Ética do Cotidiano. Prefácio de Antônio Houaiss. Rio de Janeiro: Academia Brasileira de Letras (Coleção Afrânio Peixoto), 1999.
- História e Filosofia. Prefácio de Antônio Olinto. Rio de Janeiro: Editora Universidade Gama Filho, 1999.